# Composizioni (album)
Composizioni è il secondo album di Giovanni Allevi, pubblicato dall'etichetta EDEL Soleluna nel 2003.

## Tracce
1. L'idea – 2:29
2. Luna – 3:14
3. Le sole notizie che ho – 3:04
4. Incontro – 4:10
5. Apollo 13 – 3:41
6. Monolocale 7.30 a.m. – 3:24
7. Affinità elettive – 5:47
8. Filo di perle – 3:11
9. Il vento – 3:13
10. L'avversario – 1:54
11. La notte prima – 4:28
12. Piano karate – 2:54
13. Sipario – 3:47